# والتر دیکمان
والتر دیکمان (آلمانی: Walter Dieckmann؛ ۸ اکتبر ۱۸۶۹ – ۱۲ ژانویهٔ ۱۹۲۵) یک شیمیدان اهل آلمان بود.